# Racasta caberaria
Racasta caberaria là một loài bướm đêm trong họ Geometridae.